# EPrix Curychu 2018
ePrix Curychu 2018 (formálně nazývána 2018 Julius Baer Zurich E-Prix ) se konala dne 10. června 2018 a byla desátým závodem sezóny 2017/18 šampionátu Formule E. Zároveň byla tato ePrix první ePrix Curychu v historii a prvním motoristickým závodem na území Švýcarska od Grand Prix Švýcarska 1954 závodů Formule 1. Závody se jely na okruhu Zürich Street Circuit v Curychu, ve Švýcarsku.
Závod na 39 kol vyhrál Lucas di Grassi z týmu Audi. Na druhém místě dojel Sam Bird z týmu Virgin a na třetím Jérôme d'Ambrosio z týmu Dragon. Svou první pole position v kariéře zde získal Mitch Evans z týmu Jaguar, nejrychlejší kolo závodu zajel jezdec týmu Techeetah-Renault André Lotterer.

## Pořadí po závodě
Zdroj: 

### Pořadí jezdců
| +/– | Poř | Jezdec           | Body      |
| --- | --- | ---------------- | --------- |
|     | 1   | Jean-Éric Vergne | 163       |
|     | 2   | Sam Bird         | 140 (–23) |
| 3   | 3   | Lucas di Grassi  | 101 (–62) |
| 1   | 4   | Sébastien Buemi  | 92 (–71)  |
| 2   | 5   | Felix Rosenqvist | 86 (–77)  |

### Pořadí týmů
| +/– | Poř | Tým               | Body       |
| --- | --- | ----------------- | ---------- |
|     | 1   | Techeetah-Renault | 219        |
|     | 2   | Audi              | 186 (–33)  |
|     | 3   | Virgin-Citroën    | 157 (–62)  |
|     | 4   | Mahindra          | 116 (–103) |
|     | 5   | Jaguar            | 105 (–114) |